# Kladélko
Kladélko je orgán hmyzu nebo některých druhů ryb sloužící ke kladení vajíček.

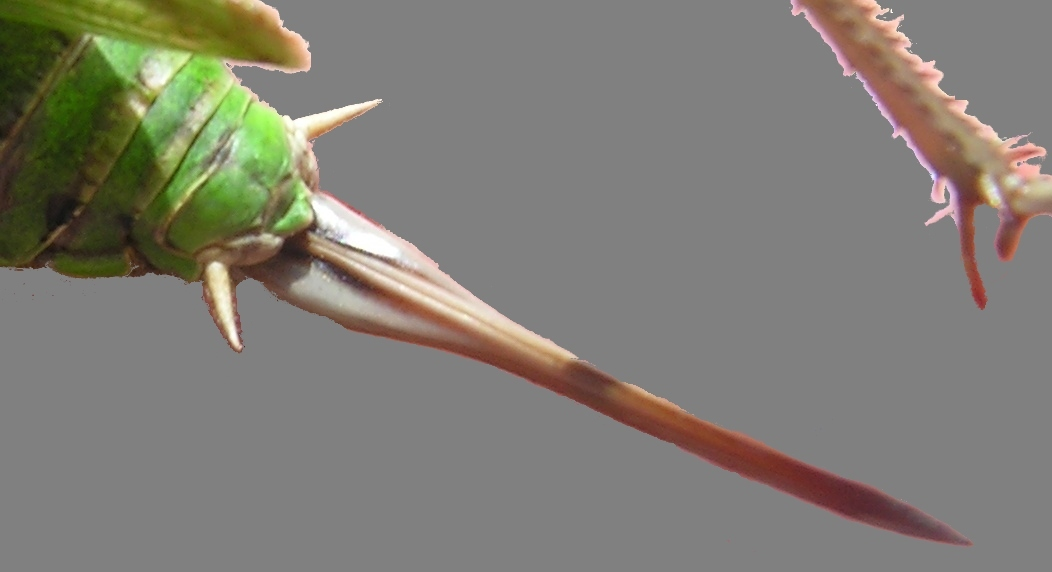
Kladélko kobylky

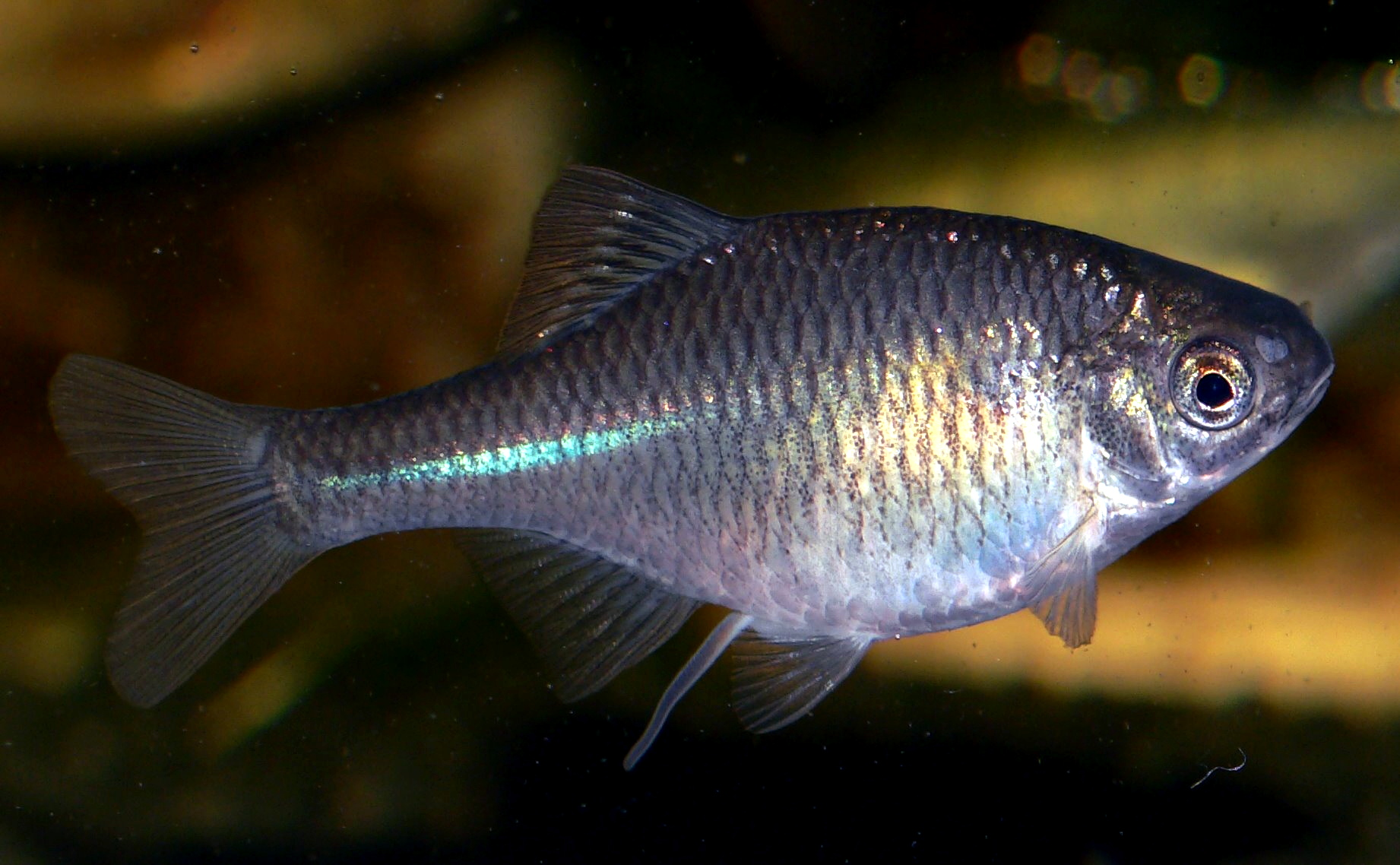
Kladélko samičky hořavky hořké

## Pravé kladélko
Pravé kladélko je tvořeno třemi těsně přiléhajícími styletovými útvary. Vyskytuje se například u pilořitky nebo kobylky.

## Nepravé kladélko
Nepravé kladélko je tvořeno teleskopickými koncovými články zadečku. Vyskytuje se například u mouchy domácí.

## Kladélko ryb
U ryb je kladélko prodloužením pohlavní trubice samic některých druhů ryb (například hořavka hořká Rhodeus amarus).